# Fukui
Pour les articles homonymes, voir Fukui (homonymie).
Fukui (福井市, Fukui-shi) est une ville du Japon, capitale de la préfecture de Fukui.

## Géographie

### Situation
Fukui se trouve dans le nord de la préfecture de Fukui, entre la mer du Japon à l'ouest et les monts Ryōhaku à l'est.

### Municipalités voisines
| mer du Japon | Sakai | Eiheiji        |
| mer du Japon | Fukui | Katsuyama, Ōno |
| Echizen      | Sabae | Ikeda          |

### Démographie
En 2006, la ville de Fukui avait une population de 271 497 habitants, répartis sur une superficie de 536,41 km2. En janvier 2021, la population était de 261 601 habitants.

### Hydrographie
Fukui est traversée par le fleuve Kuzuryū et les rivières Asuwa et Hino.

## Histoire
La ville de Fukui a été reconnue sous son nom actuel le 1er avril 1889, bien qu'elle soit en réalité une ville importante depuis plusieurs siècles, servant de capitale a la province d'Echizen, durant l'époque d'Edo (1603-1868).
La ville a été détruite par deux fois : en 1945, par des bombardements aériens des forces armées américaines, et en 1948 par un tremblement de terre.
Le 1er février 2006, les villes de Miyama et Shimizu ainsi que le village de Koshino ont été fusionnés avec Fukui.
Le 1er avril 2019, Fukui obtient le statut de ville noyau.

## Économie
Fukui est un des plus grands producteurs de montures de lunettes du Japon. Cette ville est réputée pour la pêche, en particulier celle des crabes d'Echizen.

## Culture locale et patrimoine
- Les ruines du château des daimyos de la province d'Echizen
- Les ruines de la propriété de la famille Ichijōdani Asakura
- Le Fujishima-jinja, qui honore la mémoire de Nitta Yoshisada
- Le musée préfectoral de l'histoire culturelle de Fukui
- Le Shō-onji, un temple bouddhiste[3],[4].
- Le Musée des dinosaures de Fukui [5]
- Le temple Eiheiji, fondé au XIIIe siècle par Dogen[5]
- Le Château d'Echizen Ono[5]

## Éducation
- Université de Fukui
- Université préfectorale de Fukui

## Transports
Fukui est accessible par les routes nationales 8, 158, 305, 364, 416 et 476.
La gare de Fukui est desservie par la ligne Shinkansen Hokuriku de la JR West (liaisons vers Kanazawa et Tokyo), ainsi que les lignes locales Hapi-Line Fukui, Etsumi-Hoku, Mikuni Awara et Katsuyama Eiheiji. La ville possède également une ligne de tramway.
L'aéroport de Fukui (en) est situé sur le territoire de la ville de Sakai, au nord de Fukui.

## Jumelages
Fukui est jumelée avec :
- New Brunswick, New Jersey, États-Unis (depuis mai 1982) ;
- Hangzhou, Zhejiang, Chine (depuis novembre 1989) ;
- Winsen, Basse-Saxe, Allemagne ;
- Fullerton, Californie, États-Unis (depuis novembre 1989) ;
- Suwon, Gyeonggi, Corée du Sud (depuis décembre 2001).

## Symboles municipaux
Les symboles municipaux de Fukui sont le pin et l'hortensia.

## Personnalités liées à la ville
- Yuri Kimimasa (1829-1912), homme politique
- Hirase Sakugorō (1856-1925), botaniste
- Fusakichi Ōmori (1868-1923), sismologue
- Jūkichi Uno (1914-1988), acteur
- Yoichiro Nambu (1921-2015), physicien
- Yoshishige Yoshida (né en 1933), metteur en scène
- Shun’ya Itō (né en 1937), réalisateur
- Ryōichi Ikegami (né en 1944), mangaka
- Masakazu Ishiguro (né en 1977), mangaka
- Maeda Riku (né en 2003), chanteur et danseur dans le kpop groupe NCT